# Àrea natural d'especial interès

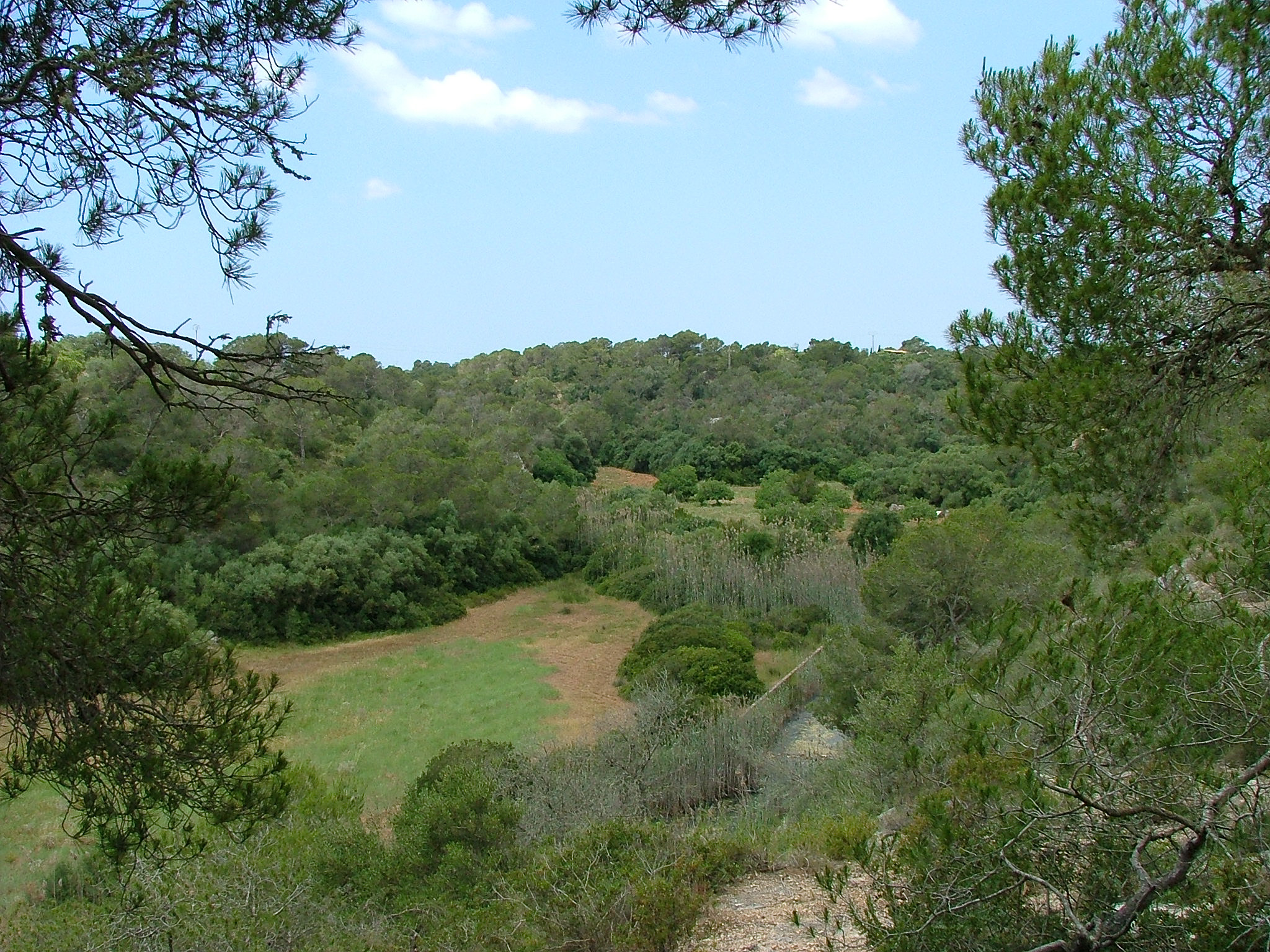
Torrent d'en Roig, situat al Parc Natural de Mondragó. Satanyí (Mallorca).

Una àrea natural d'especial interès (ANEI) és una figura de protecció de la naturalesa inferior a la de parc natural. Aquesta figura de protecció implica una restricció dels usos que se'n poden fer, com agricultura intensiva, construccions, etc. És la Llei 1/1991, de 30 de gener, d'espais naturals i de règim urbanístic de les àrees d'especial protecció de les Illes Balears, la que declara 47 ANEIs a Mallorca, 19 a Menorca, 10 a Eivissa i 8 a Formentera. En principi, no és una llei de protecció de la naturalesa stricto sensu, com ho podria ser la Llei estatal 4/1989, de 27 de març, de conservació dels espais naturals i de la flora i fauna silvestres, sinó més aviat una norma de protecció territorial i urbanística, que estableix un determinat règim per a aquestes ANEIs. És a dir, com a sistema per a conservar i protegir els valors paisatgístics i ecològics d'un determinat espai, la LEN usa el sistema de limitar o regular les condicions d'ordenació urbanística. El règim urbanístic dels terrenys inclosos en una àrea natural d'especial interès o en una àrea rural d'interès paisatgístic serà el següent:
1. El sòl queda classificat com a no urbanitzable d'especial protecció.
2. Les limitacions que estableix l'article 86.1 de la Ley de régimen del suelo y ordenación urbana per a la realització de construccions i instal·lacions en sòl no urbanitzable quedaran sotmeses a les restriccions específiques que fixa la present Llei, ni a aquelles que lesionin els seus valors ecològics o paisatgístics.

## ANEI a les Illes Balears

### Zones classificades ANEI aMallorca
- Puig de Maria, Pollença
- L'Albufereta, Pollença
- Sa Punta Manresa
- La Victòria, Alcúdia
- Puig de Sant Martí, Alcúdia
- Serra de Son Fe
- Sa Comuna, Lloret de Vistalegre
- L'Albufera, Sa Pobla, Muro, Alcúdia
- Sa Canova d'Artà, Artà
- Cala Mesquida-Cala Agulla, Capdepera
- Puig Segué
- S'Heretat
- Cap Vermell
- Torrent de Canyamel
- Serra de Son Jordi
- Sa Punta de Capdepera, Capdepera
- Sa Punta i s'Algar, Felanitx
- Punta Negra-Cala Mitjana
- Mondragó
- Cap de ses Salines
- Es Trenc-Salobrar de Campos, Campos
- Marina de Llucmajor
- Cap Enderrocat
- Es Carnatge des Coll d'en Rabassa, Palma
- Cap de Cala Figuera-Refeubeig, Calvià
- Cap Andritxol, Andratx
- Cap des Llamp
- Es Saulet
- Massís de Randa
- Sant Salvador-Santueri, Felanitx
- Puig de ses Donardes
- Es Fangar, al terme municipal de Manacor
- Dunes de Son Real, Santa Margalida
- Muntanyes d'Artà
- Punta de n'Amer, Sant Llorenç
- Cales de Manacor
- Na Borges, es tracta de la conca d'aquest torrent, que recull les aigües del vessant oest de les serres de Llevant, i que desemboca a la Badia d'Alcúdia
- Calicant, Manacor i Sant Llorenç
- Puig de Consolació
- Puig de Sant Miquel (Montuïri)
- Son Cos
- Garriga de Son Caulelles
- Puig de Son Seguí
- Puig de Son Nofre
- Puig de Bonany
- Puig de Santa Magdalena, Inca
- Barrancs de Son Gual i Xorrigo, Palma
- Àrees naturals de la Serra de Tramuntana

### Zones classificades ANEI aMenorca
- Costa nord de Ciutadella
- La Vall
- Dels Alocs a Fornells
- La Mola i s'Albufera de Fornells
- Bellavista
- D'Addaia a s'Albufera
- S'Albufera des Grau
- De s'Albufera a la Mola
- Cala Sant Esteve-Caló d'en Rafalet
- De Biniparratx a Llucalcari
- Son Bou i Barranc de sa Vall
- De Binigaus a Cala Mitjana
- Costa Sud de Ciutadella
- Son Oliveret
- Camí de Baig (Degollador) [Eliminada posteriorment en trobar-se en sòl urbà, donat que la pròpia Llei d'Espais Naturals (LEN) no permetia declarar zones ANEI en aquest tipus de sòl.]
- Santa Àgueda-s'Enclusa
- El Toro
- Penyes d'Egipte

### Zones classificades ANEI aEivissa
- Ses Salines
- Puig de Mussona i Puig de s'Eixeró
- Cap Llibrell
- Cala Jondal
- Cap Llentrisca-Sa Talaiassa
- Cala Compta-Cala Bassa
- Serra de ses Fontanelles-Serragrossa
- Del Puig d'en Basseta al Puig d'en Mussons
- Àrees Naturals dels Amunts d'Eivissa
  - De Cala Salada al Port de Sant Miquel
  - Serra de Sant Mateu d'Aubarca
  - Del Port de Sant Miquel a Xarraca
  - De Xarraca a Sant Vicent de sa Cala
  - Punta Grossa
  - Serra Grossa de Sant Joan
- Massís de Sant Carles
  - Serra des Llamp
  - Cap Roig
  - Talàia de Sant Carles

### Zones classificades ANEI aFormentera
- Ses Salines-S'Estany Pudent
- S'Estany des Peix
- Es Cap Alt
- Cap de Barbaria
- Es pi d'en Català
- Platja de Migjorn i costa Tramuntana
- La Mola
- Punta Prima